# Loài mèo trả ơn
Loài mèo trả ơn (Nhật: 猫の恩返し, ねこのおんがえし Hepburn: Neko no Ongaeshi) là một phim anime do hãng Studio Ghibli thực hiện với bàn tay của đạo diễn Morita Hiroyuki. Bộ phim được chuyển thể từ loạt manga cùng tên của Hiiragi Aoi. Phim được công chiếu lần đầu vào ngày 19 tháng 7 năm 2002. Bộ phim đã giành được giải xuất sắc trong Liên hoan Nghệ thuật truyền thông Nhật Bản năm 2002. Tại Việt Nam, phim được chiếu trên kênh SAM - BTV11 vào ngày 8 tháng 5 năm 2016 đến ngày 10 tháng 5 năm 2016.

## Tổng quan

### Sơ lược cốt truyện
Cốt truyện xoay quanh Haru một nữ sinh trung học sau khi cô cứu được một chú mèo lạ khỏi bị xe tông, cô đã nhận được sự cảm kích của những chú mèo và sau đó cô được đưa đến vương quốc của loài mèo để trở thành vợ của thái tử. Cuộc phiêu lưu của Haru bắt đầu.

### Nhân vật
Yoshioka Haru (吉岡ハル)
Lồng tiếng bởi: Ikewaki Chizuru
Humbert von Gikkingen (フンベルト・フォン・ジッキンゲン) / Baron (バロン)
Lồng tiếng bởi: Hakamada Yoshihiko
Renaldo Moon (ルナルド・ムーン) / Muta (ムタ)
Lồng tiếng bởi: Watanabe Tetsu
Toto (トト)
Lồng tiếng bởi: Saitō Yōsuke
Rūn (ルーン)
Lồng tiếng bởi: Yamada Takayuki
Yuki (ユキ)
Lồng tiếng bởi: Maeda Aki
Neko Ou (猫王)
Lồng tiếng bởi: Tanba Tetsurō
Natori (ナトリ)
Lồng tiếng bởi: Satoi Kenta
Natoru (ナトル)
Lồng tiếng bởi: Hamada Mari
Yoshioka Naoko (吉岡直子)
Lồng tiếng bởi: Okae Kumiko
Hiromi (ひろみ)
Lồng tiếng bởi: Satō Hitomi
Chika (チカ)
Lồng tiếng bởi: Honna Yōko
Phụ
Lồng tiếng bởi: Tanaka Atsuko, Egawa Daisuke, Yono Hikari, Chou Katsumi, Tsukamoto Keiko, Yasuda Ken, Aoki Makoto, Miyamoto Mitsuru, Komamura Tae, Suzui Takayuki, Shingaki Tarusuke, Nakamura Toshihiro, Shimizu Toshitaka, Kazuki Yayoi, Oizumi Yo, Shiratori Yuri, Kishi Yuuji

## Sản xuất
Loài mèo trả ơn được Studio Ghibli bắt đầu thực hiện năm 1999 sau khi nhận được yêu cầu của một công viên giải trí tại Nhật Bản về một bộ phim ngắn dài khoảng 20 phút nói về các chú mèo. Hiiragi Aoi người có tác phẩm được Ghibli chuyển thể trước đó thì được nhờ việc thực hiện một loạt manga ngắn có tên Baron Neko no Danshaku (バロン 猫の男爵) để giới thiệu bộ phim. Tuy nhiên công viên giải trí đã hủy dự án sau đó.
Miyazaki Hayao đã sử dụng những gì có sẵn từ dự án còn dang dở và dùng nó để thử nghiệm khả năng của các đạo diễn tương lai tại Ghibli kết quả là bộ phim kéo dài ra đến 45 phút. Việc thực hiện được giao cho Morita Hiroyuki người đã thực hiện bộ phim Houhokekyo Tonari no Yamada-kun vào năm 1999. Ông đã mất 9 tháng để chuyển loạt manga của Hiiragi thành cốt truyện dùng cho phim với 525 trang. Miyazaki và Suzuki Toshio quyết định kéo bộ phim dài ra thêm nữa để sử dụng hết cốt truyện của Morita. Vì thế bộ phim trở thành bộ phim thứ ba của Ghibli không được đạo diễn bởi Miyazaki hay Takahata.

### Phát hành
Loài mèo trả ơn được công chiếu lần đầu vào ngày 19 tháng 7 năm 2002. Sau đó phiên bản DVD của phim cũng được phát hành vào ngày 04 tháng 7 năm 2003 và đứng đầu bảng xếp hạng của Oricon về DVD có doanh thu cao trong hai tuần.
Disney đã đăng ký bản quyền phiên bản tiếng Anh của phim anime để phát hành ra thị trường quốc tế và Bắc Mỹ với lần phát hành đầu tiên do chi nhánh Buena Vista Home Entertainment đảm nhiệm. Phim đã được dịch ra nhiều thứ tiếng khác nhau để công chiếu và phân phối tại nhiều nước bởi nhiều công ty như Monolith Films đăng ký tại Ba Lan, Europa Filmes tại Bồ Đào Nha, Universum-Filmsi tại Đức, Cameo tại Tây Ban Nha, Paradiso Home Entertainment tại Hà Lan, Madman Entertainment tại Úc, Optimum Releasing tại Anh và Deltamac tại Đài Loan.

## Âm nhạc
Phim có bài hát chủ đề là bài kết thúc có tên Kaze ni naru (風になる) do Tsuji Ayano trình bày, đĩa đơn chứa bài hát đã phát hành vào ngày 26 tháng 6 năm 2002. Album chứa các bản nhạc dùng trong phim đã phát hành vào ngày 17 tháng 7 năm 2002.
| Kaze ni Naru (風になる) | Kaze ni Naru (風になる)                                        | Kaze ni Naru (風になる) |
| STT                     | Nhan đề                                                        | Thời lượng              |
| ----------------------- | -------------------------------------------------------------- | ----------------------- |
| 1.                      | "Kaze ni Naru (風になる)"                                      | 4:41                    |
| 2.                      | "Kaze ni Naru (Acoustic Version)(風になる (Acoustic Version))" | 4:06                    |
| Tổng thời lượng:        | Tổng thời lượng:                                               | 8:47                    |

| Neko no Ongaeshi Original Soundtrack (猫の恩返し オリジナル・サウンド・トラック) | Neko no Ongaeshi Original Soundtrack (猫の恩返し オリジナル・サウンド・トラック) | Neko no Ongaeshi Original Soundtrack (猫の恩返し オリジナル・サウンド・トラック) |
| STT                                                                              | Nhan đề                                                                          | Thời lượng                                                                       |
| -------------------------------------------------------------------------------- | -------------------------------------------------------------------------------- | -------------------------------------------------------------------------------- |
| 1.                                                                               | "Opening (オープニング)"                                                         | 0:32                                                                             |
| 2.                                                                               | "Haru, Okiteiru? (ハル、起きてるぅ?)"                                            | 2:12                                                                             |
| 3.                                                                               | "Rune Tono Deai (ルーンとの出会い)"                                              | 0:46                                                                             |
| 4.                                                                               | "Neko to Ohanashi (猫とお話)"                                                    | 1:40                                                                             |
| 5.                                                                               | "Nekoou no Gyoretsu (猫王の行列)"                                                | 1:20                                                                             |
| 6.                                                                               | "Neko no Ongaeshi(猫の恩返し)"                                                   | 1:09                                                                             |
| 7.                                                                               | "Munashi Houkago(空しい放課後)"                                                  | 1:15                                                                             |
| 8.                                                                               | "Nazo no Koe(謎の声)"                                                            | 0:36                                                                             |
| 9.                                                                               | "Jujigai Nite(十字街にて)"                                                       | 2:17                                                                             |
| 10.                                                                              | "Muta wo Otte(ムタを追って)"                                                     | 1:07                                                                             |
| 11.                                                                              | "Youkoso Neko no Jimusho He(ようこそ猫の事務所へ)"                               | 1:52                                                                             |
| 12.                                                                              | "Koukyu Heno Yuukai(後宮への誘拐)"                                               | 2:25                                                                             |
| 13.                                                                              | "Koko ga Neko no Kuni?(ここが猫の国?)"                                           | 0:44                                                                             |
| 14.                                                                              | "Nekoou no Shiro He(猫王の城へ)"                                                 | 2:03                                                                             |
| 15.                                                                              | "Nekoo?(ねこぉー?)"                                                              | 1:06                                                                             |
| 16.                                                                              | "Neko Jungler no Rumba(猫ジャングラーのルンバ)"                                  | 0:19                                                                             |
| 17.                                                                              | "Haragei Neko no Porka(腹芸猫のポルカ)"                                          | 0:25                                                                             |
| 18.                                                                              | "Waltz Katzen Blut (ワルツ「Katzen Blut」)"                                      | 1:39                                                                             |
| 19.                                                                              | "Watashi Wa Funbert von Zikkingen!(私はフンベルト・フォン・ジッキンゲン!)"       | 3:16                                                                             |
| 20.                                                                              | "Otorija Nezo(囮じゃねえぞぉー)"                                                 | 0:48                                                                             |
| 21.                                                                              | "Meiro Kara no Tousou(迷路からの逃走)"                                           | 2:19                                                                             |
| 22.                                                                              | "Rune to Yuki(ルーンとユキ)"                                                     | 2:40                                                                             |
| 23.                                                                              | "Dassou(脱出)"                                                                   | 4:34                                                                             |
| 24.                                                                              | "Kaereta Watashi Kaeretanda!(帰れた、私帰れたんだ!)"                             | 3:25                                                                             |
| 25.                                                                              | "Kaze Ni Naru(風になる)"                                                         | 4:09                                                                             |
| 26.                                                                              | "Baron(バロン)"                                                                  | 4:22                                                                             |
| 27.                                                                              | "Nekoou(猫王)"                                                                   | 4:03                                                                             |
| 28.                                                                              | "Haru no Boogie(ハルのブギ)"                                                     | 3:06                                                                             |
| 29.                                                                              | "Pastorale(パストラーレ <牧歌>)"                                                 | 4:38                                                                             |
| 30.                                                                              | "Haru no Omoide(ハルのおもいで)"                                                 | 3:21                                                                             |
| Tổng thời lượng:                                                                 | Tổng thời lượng:                                                                 | 1:04:08                                                                          |